# Кернос
Керносът (на гръцки: κέρνος) е древногръцки глинен съд с подставка и добавени към него един или повече свещени съдове (котилиски) – малки чаши за дарове към боговете, обикновено закрепени в кръг. Броят им не е уточнен и може да бъде различен. Понякога могат да стигат до 12 или дори повече.

## Описание
Понякога чашките са прикрепени към керамичен пръстен, който нерядко е украсен с животински глави и нарове между чашите. Често има дръжка, минаваща през центъра, за да може керносът да се повдигне, въпреки че обикновено там е предвидено място, на което се поставят допълнителни дарове или висока оброчна свещ. Керносът може да бъде украсен по всякакъв възможен начин.

## История
Керносите се появяват още през неолита (около 3000 г. пр.н.е.), в най-ранните етапи на Минойската и Цикладската цивилизация. Първоначално са правени от камък, а впоследствие се преминава към керамика, като най-сложните форми се появяват при древногръцката керамика.
Терминът понякога се прилага за подобни комбинирани съдове от други култури, открити в Средиземноморието, Левант, Месопотамия и Южна Азия. Надписът Duenos, който е един от най-ранните известни старолатински текстове, датиран между 7-ми до 5-ти век пр.н.е., е изписан около кернос от три свързани гърнета от етруски тип.

## Предназначение
Керноси са открити на много места по Средиземноморието. В Крит са намерени съдове с множество чашки и дори са открити примери за такава керамика, използвани в християнски ритуали. Независимо от това, този съд се асоциациира с Мистериите, свързани с Деметра, Хадес, Персефона, Хермес и Дионис. В древни времена чашките са пълнени с различни панспемии – смес от зърна, ядки, мед, вино и други. Необичайният му дизайн е описан в литературни източници, които също изброяват ритуалните съставки, които може да съдържа. Запазено е едно описание на керноса от Атеней. Той го определя като теракотен съд с много малки купички, залепени за него. В тях има градински чай, бял мак, пшеница, ечемик, грах, фий, варива, леща, боб, лимец, овес, плодови сладкиши, мед, зехтин, вино, мляко и непрана овча вълна.
В Елевсина керносите са ползвани в ритуал, наречен Кернофория, при който се предполага, че участват танцуващи жени с керноси на главите, в които горят свещи. На оброчната плочка Нинион от 370 г. пр.н.е е изобразен ритуал по време на Елевсинските мистерии с нарисувани жени и керноси със свещи на главите. Оброчни приношения с тях са правени и на богините в светилищата.
- 4000-годишен кернос от ранния Цикладски период на остров Милос. Смята се, че е за приноси от мед и овес
- Ранен цикладски кернос, от остров Наксос (2800 – 2300 г. пр.н.е.)
- Кернос с осем малки котилиски. Гробно приношение на остров Сирос (2800 – 2300 г. пр.н.е.)
- Кернос от остров Милос. Ранен цикладски II-III период (2500 – 2000 г. пр.н.е.)
- Кернос от остров Милос. Ранен цикладски II-III период (2500 – 2000 г. пр.н.е.)
- Цикладски кернос от културата Филакопи I. Ранна бронзова епоха (2300 – 2000 г. пр.н.е.), Британски музей.